# Paramušir
L'isola Paramušir (in russo Парамушир?; in giapponese 幌筵島?, Paramushiru-tō) è un'isola dell'arcipelago delle Isole Curili, situata tra il Mare di Ochotsk e l'Oceano Pacifico settentrionale. Amministrativamente fa parte del Severo-Kuril'skij rajon dell'oblast' di Sachalin, nel Circondario federale dell'Estremo Oriente. Il suo nome deriva dalla lingua ainu e significa "vasta isola" o "isola popolosa".
Severo-Kuril'sk, il centro amministrativo del rajon di Severo-Kuril'skij, è l'unico insediamento permanente di Paramušir e contava, nel 2006, 2.470 abitanti. La città si trova a nord-est (50°40′39.71″N 156°08′21.81″E) e si affaccia sullo stretto Vtoroj Kuril'skij (Второй курильский пролив; in italiano "Secondo stretto delle Curili").

## Geografia
L'isola, di tipo vulcanico, si trova nella parte nord delle isole Curili; ha una lunghezza di circa 120 km e una larghezza massima di 30 km; la sua superficie è di 2.053 km² e raggiunge un'altezza massima di 1.816 metri s.l.m.. È la seconda isola delle Curili in ordine di grandezza, dopo Iturup.
Paramušir è separata dall'isola Šumšu (a nord-est) dallo stretto Vtoroj kuril'skij che ha soli 2 km di larghezza. A nord-ovest, a 20 km, al di là dello stretto Alaid (пролив Алаид), si trova l'isola Atlasov; a sud-ovest, separata dallo stretto di Lužin (пролив Лужина) largo 15 km, c'è Anciferov e 53 km a sud si trova Onekotan, separata dallo stretto Četvërtyj Kuril'skij (Четвёртый Курильский пролив; "Quarto stretto delle Curili").

## Vulcani
Sull'isola ci sono diversi vulcani, 5 dei quali attivi o potenzialmente attivi:
- Čikurački (in russo вулкан Чикурачки; in giapponese 千倉岳 Chikura-dake) 1.816 m[1], la vetta più alta dell'isola, la cui ultima eruzione risale al 2016[2], 50°19′00″N 155°28′00″E.
- Fuss (влк. Фусса; 後鏃岳 Shiriyajiri-dake), uno stratovulcano alto 1.772 m 50°16′00″N 155°15′00″E[3] che occupa interamente un promontorio a sud-ovest dell'isola.
- Tatarinov (влк. Татаринова) 1.530 m 50°18′00″N 155°27′00″E, situato nella parte settentrionale del massiccio Karpinskij, a sud del Čikurački[4].
- Karpinskij (влк. Карпинского; 白煙山 Shirokemuri-yama), alto 1.345 m 50°08′00″N 155°22′00″E[5][6][7]. Fa parte dell'omonima dorsale di Karpinskij, una catena vulcanica nella parte meridionale dell'isola che si estende verso sud a partire dal Čikurački.
- Ėbeko (влк. Эбеко; 千島硫黄山 Chishima Iōyama) un vulcano somma, alto 1.156 m, la cui caldera è occupata da un lago. Si trova nella parte settentrionale dell'isola, a ovest della cittadina di Severo-Kuril'sk 50°41′00″N 156°01′00″E[8][9].

## Flora e fauna
La comune vegetazione arbustiva dell'isola comprende il Pinus pumila e l'ontano; è presente il giglio martagone, il mirtillo rosso, il lampone artico, il mirtillo palustre e l'Empetrum.
Nel più grande dei fiumi, il Tucharka (река Тухарка), che sfocia a sud-est ed è lungo circa 20 km, depongono le uova il salmone rosa, il salmone rosso e quello argentato. L'isola ospita diverse specie di orso bruno; è presente la lepre, la lepre bianca, l'ermellino, la lontra e la specie endemica del toporagno di Paramušir (Sorex leucogaster).

## Isole adiacenti
Vicino alla costa orientale dell'isola ci sono numerose piccole isole e scogli. Sono elencate a partire da nord-est in senso orario:
- Le isole Ptič'i (Brat'ja) - (острова Птичьи, Братья), si trovano a est di capo Levašov (мыс Левашова), al di là dello stretto omonimo (пролив Левашова), nella parte orientale dell'isola (50°30′16.89″N 156°16′20″E). Il gruppo è composto dalle seguenti isole: Bazarnyj (остров Базарный), Baklanij (Бакланий), alta 45 m, e le Dve Gagary (Две Гагары).
- A est, nel golfo Pujšarija (залив Пуйшария): le isole Čajkiny (острова Чайкины) 50°27′56.91″N 156°06′25.7″E, l'isola Černyj (остров Черный) 50°26′10.67″N 156°02′30.87″E e gli scogli Opasnaja e Vysokaja (ск. Опасная, Высокая) 50°24′01.52″N 156°02′03.68″E.
- Proseguendo verso sud sulla costa orientale ci sono: l'isola Kit (о. Кит) 50°19′12.14″N 155°57′50.31″E e lo scoglio Chitraja (ск. Хитрая).
- Nel golfo Raduga (залив Радуга): l'isola Ptenec (остров Птенец) 50°13′29.3″N 155°49′00.08″E e, un po' più al largo, l'isola Bazarnyj (остров Базарный; omonima di una delle Ptič'i) 50°11′52.01″N 155°50′25.36″E.
- A sud-est, nel golfo Okeanskaja: l'isola Bar'ernyj (остров Барьерный) 50°10′58.2″N 155°42′59.8″E, ad ovest di essa, gli scogli Baklan'i (скалы Бакланьи) e, ancora più a sud-ovest, dopo la foce del fiume Tucharka, gli scogli Torčki (скалы Торчки) e l'isola Dym (остров Дым) 50°08′42.81″N 155°33′21.98″E.
- Vicino all'estrema punta meridionale di Paramušir, capo Vasil'ev (мыс Васильева), si trovano gli scogli Penistye (ск. Пенистые) e Chmyr' (ск. Хмырь) 49°59′40.79″N 155°23′04.31″E.

## Storia
L'isola è appartenuta nel corso del tempo, a Giappone ed Unione Sovietica, ed è attualmente parte della Federazione Russa. La sua occupazione da parte sovietica avvenne alla fine della seconda guerra mondiale, dopo che l'isola, ospitante una base aerea che operava contro le isole Aleutine venne evacuata a causa dei continui attacchi aerei statunitensi provenienti dalle Aleutine.